# Planinski ćuk
Planinski ćuk, batoglavi ćuk ćuk batoglavac ili mrtvačka sovica (lat. Aegolius funereus) je mala sova. Obitava u gustim crnogoričnim šumama sjevera Euroazije i Sjeverne Amerike, ali i planinskim lancima, kao što su Alpe i Stjenjak. Najčešće živi 16 godina.

## Izgled
Tijelo ove ptice je dugo 20-30 centimetara. Raspon krila je 53–60 cm. Mužjaci i ženke se razlikuju samo po težini, mužjaci su teški 90-113 grama, a ženke 126-194 grama. Ženke su krupnije od mužjaka. Boja ovih ptica varira, jedne su sivkaste, a druge crvenkasto-smeđe boje. Gornji dio tijela je smeđe boje, a na ramenima se nalaze bijele mrlje. Donji dio tijela je bjelkast i prošaran smeđim prugama. Glava je prilično velika, a lice je bijelo. Očne šarenice su žute boje, a područje ispod očiju je tamno. Ova sova uvijek ima "iznenađen" pogled. Rep joj je kratak, smeđe je boje i ima 4-5 bijelih pregrada u obliku križa. Noge i stopala su prekriveni bijelim perjem.

## Stanište
Kao stanište planinskom ćuku najčešće služe šume jele, smreke, bukve, ali ponekad i borova. Neprijatelji ove ptice su kuna zlatica, šumska sova i ušara. Njihova prisutnost često može dovesti do nemogućnosti razmnožavanja. Planinski ćuk uglavnom izbjegava neprijatelje. Nije društven, uglavnom vrijeme provodi sam.

## Prehrana
Prehrana planinskog ćuka se sastoji isključivo od životinja. Plijen su mu najčešće manji sisavci, a u manjoj mjeri jedu kukce i neke manje ptice, kao što su drozdovi i voluharice. Svoj plijen uglavnom lovi noću, ali je na sjeveru često prisiljena loviti danju zbog toga što su noći kratke u ljetnim mjesecima. Plijen pronalazi osjetilom sluha, može prepoznati miševe i pod raslinjem i snijegom.

## Razmnožavanje
Sezona parenja je uglavnom traje od sredine ožujka do srpnja. Mužjak ženku privlači pjesmom. Ženka u tri rupe postavlja dva do sedam bijelih jaja. Inkubacija traje 28-29 dana. Oba roditelja inkubiraju jaja, ali većinu inkubacije vrši ženka. Ženka i mužjak stavljaju hranu u gnijezdo. Mladi ptići su čokoladno smeđe boje. Oči im se otvaraju nakon 10 dana. Nauče letjeti tri tjedna nakon što se izlegnu, a gnijezdo napuštaju nakon 4-6 tjedana. Potpuno odrastu nakon godinu dana.

## Glasanje
Identični pjev planinskog ćuka lako može identificirati tu nedostižnu pticu. Najčešća fraza je  "oo-oo-oo-oo-oo-oo" koja je glasna i brza, te traje 2-3 sekunde. Glasnoća joj se pojačava na kraju. Pjesma ove ptice se čuje i na 2000 m udaljenosti, te podsjeća na zvuk okarine. Najčešće se čuje za vrijeme sezone parenja, u travnju i svibnju.